# Kunstverein Pforzheim
Der Kunstverein Pforzheim im Reuchlinhaus e.V. ist ein gemeinnütziger Verein in Pforzheim. Er widmet sich Vermittlung und der Förderung zeitgenössischer Kunst in der Stadt. Der wurde 1877 gegründet und ist eine der ältesten Kultureinrichtungen der Stadt. Im Jahr 1961 bezog der Kunstverein seine heutigen Räume im neu erbauten Reuchlinhaus und im Jahr 2006 wurde das Gebäude vollständig renoviert. Der Verein zählt heute rund 300 Mitglieder.

## Ausstellungen (Auswahl)
- 2003: Susan Hefuna, grid - intercultural codes
- 2004: Cony Theis, Zeit richten
- 2006: Harald Kröner, Trésor - an den Rand des Wunders
- 2006: Manfred Lehmbruck, Architekturzeichnungen
- 2007: Thomas Palme und Francis Upritchard, invited by Karl Fritsch
- 2012/13: Ornamentale Strukturen
- 2016/17: immer.wieder - prozess und wiederholung in der kunst
- 2017: Grafik 2017
- 2019: die erde und ihre schraffur im prioritätenstreit